# STS-51-I
（原先编号STS-27）是历史上第二十次航天飞机任务，也是发现号航天飞机的第六次太空飞行。

## 任务成员
- 约瑟夫·恩格（Joseph H. Engle，曾执行以及任务），指令长
- 理查德·科维（Richard O. Covey，曾执行、以及任务），飞行员
- 詹姆斯·范·霍夫腾（James D. A. van Hoften，曾执行以及任务），任务专家
- 约翰·朗治（John M. Lounge，曾执行、以及任务），任务专家
- 威廉·菲舍尔（William F. Fisher，曾执行任务），任务专家